# Одон (Теруель)
Одон (ісп. Odón) — муніципалітет в Іспанії, у складі автономної спільноти Арагон, у провінції Теруель. Населення — 220 осіб (2010).
Муніципалітет розташований на відстані близько 190 км на схід від Мадрида, 70 км на північний захід від міста Теруель.

## Демографія
Динаміка населення (INE ):